# 871
Cette page concerne l'année 871  du calendrier julien. Pour l'année 871 av. J.-C., voir 871 av. J.-C.
L'année 871 est une année commune qui commence un lundi.

## Événements

### Proche-Orient
- Juin - juillet : le chef Saffaride Yaqub ibn Layth est confirmé par le calife abbasside Al-Mutamid comme gouverneur de Balkh et du Tokharistan comprenant les régions voisines du Kerman, du Sijistan et du Sind[1].
- 7 septembre : les Zandj prennent Bassora, mettent la ville à sac et massacrent la plupart des habitants. Ils l'évacuent immédiatement après[2].

- Échec d'une campagne de l'empereur byzantin Basile Ier contre les Pauliciens en Asie mineure[3]

### Europe

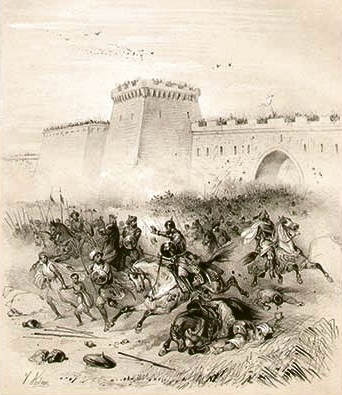
3 février : Louis II le Jeune prend Bari, lithographie de 1850

- 4 janvier : Æthelred du Wessex est battu par les Danois à la bataille de Reading[4].
- 8 janvier : victoire d’Alfred le Grand sur les Danois à la bataille d'Ashdown[4]. La campagne continue cependant plusieurs mois et Alfred doit payer un tribut pour que les Vikings quittent le Wessex après neuf batailles.
- 22 janvier : les Anglais sont battus par les Danois à Basing[4].
- Janvier : Boson devient comte de Vienne[5].
- 3 février : Bari est reprise aux musulmans par l’empereur d’Occident Louis II[6], aidé par les flottes de Venise, du duc croate Domagoj[7] et du gouverneur byzantin d’Otrante.
- 23 avril : Æthelred vaincu par les Danois à la bataille de Merton meurt des suites de ses blessures. Début du règne de son frère Alfred le Grand, roi de Wessex (fin en 878)[8].
- Mai : défaite d'Alfred le Grand à Wilton[4]. Il doit traiter avec les Danois.
- Été : révolte en Moravie[9].
  - Le roi de Moravie Svatopluk est arrêté par les Bavarois et emprisonné. Lors d’une révolte qui éclate en Grande Moravie contre le lieutenant général mis en place par le duc de Bavière Carloman, les Bavarois font sortir Svatopluk de prison et tentent de l’utiliser pour réprimer les rebelles. Svatopluk déserte et se met à la tête de ses compatriotes contre les armées bavaroises, l’emporte et rend l’indépendance à la Moravie[10].
- 5 août : Hincmar de Laon est déposé au concile de Douzy[11].
- 28 août[12] : Le long siège de Bari et la présence persistante de Louis II le Jeune dans le Sud de l’Italie entraîne la formation d’une coalition des princes de Bénévent et de Naples qui le font prisonnier. Cet emprisonnement à Bénévent ruine son prestige et lorsqu’il est libéré le 17 septembre, il doit se faire couronner à nouveau empereur pour rétablir son autorité. Les dernières années de son règne sont décrites par les contemporains comme apocalyptiques : en 871, le vin aurait bouilli dans les tonneaux ; en 872, inondations et pestes déferlent sur l’Italie ; en 875, une comète précède de peu sa mort. Son action dans le Sud profitera surtout aux Byzantins.
- 1er novembre : un diplôme de Charles le Chauve concède à l'Église de Besançon la jouissance de l'atelier monétaire.
- 30 novembre[13] : le moine Euthyme le Jeune (823-898) fonde le couvent de Peristerai en Chalcidique[14].
- Hiver : le Danois Hálfdan Ragnarsson prend ses quartiers d’hiver à Londres[15] ; il y fait battre monnaie, en imitant les pièces carolingiennes[16].

- Géraud d'Aurillac, descendant d’une famille sénatoriale dont l’origine remonte à Césaire d'Arles et à Aridius de Limoges (VIe siècle), fonde le monastère de Saint-Clément d’Aurillac[17].
- Olaf le Blanc quitte Dublin pour aider son père le roi de Norvège en guerre contre les Lochlannes. Il meurt au cours d’une bataille en Norvège. Son frère Ívarr lui succède comme roi de toute l’Irlande[18]. Son règne sera pour l’Irlande une période de relative tranquillité, sans doute à cause de la découverte et du début de la colonisation de l’Islande qui mobilise les Norvégiens.